# Компания cpl
КОМПАНИЯ CPL 
Секретная российская компания, занимающиеся: изучением, созданием и (в редких случаях) продажей на черном рынке биологических аномалиях.
Компания была основана в 1076 г. И находится в ##### Сибири.
На данный момент на базе компании находится около 1479 различных объектов разных уровней опасности 
Красный: самый безопасный, объект с таким уровнем не вредит здоровью, в редких случаях даже улучшая его
Жёлтый: средний класс, объект с таким уровнем может нанести какой-то незначительный вред.
Зелёный: смертельно опасный, объект с таким уровнем смертельно опасен для человека, и содержится в строгих условиях.

Новая информация будет добавлена позже.